# Amazoneura juruaensis
Amazoneura juruaensis är en trollsländeart som beskrevs av Machado 2004. Amazoneura juruaensis ingår i släktet Amazoneura och familjen Protoneuridae. Inga underarter finns listade i Catalogue of Life.